# Jandakot Airport
Jandakot Airport (IATA: JAD, ICAO:YPJT) is een Australische luchthaven voor de algemene luchtvaart. Ze is gelegen in buitenwijk van Perth, Jandakot, in West-Australië.

## Geschiedenis
Toen de Maylands Aerodrome te klein werd, verhuisde de commerciële burgerluchtvaart in 1946 naar Perth Airport - toen nog Guildford Aerodrome geheten. Nog geen tien jaar later was Maylands alweer te klein voor de algemene luchtvaart. In 1959 werd 520 hectare onrendabele landbouwgrond in Jandakot aangekocht. Jandakot Airport opende officieel op 1 juli 1963.
De luchthaven groeide tot 622 hectare. In 2006 wenste de toen nieuwe eigenaar van de Jandakot Airport, Ascot Capital Limited, de luchthaven te verhuizen. De luchthaven bleef echter waar ze was en de onderneming ontwikkelde het industriegebied Jandakot City naast de luchthaven.

## Gebruikers
Vliegscholen zijn goed voor 80% van de vluchten die vanop Jandakot Airport plaatsvinden. Ongeveer 500 vliegtuigen hebben de luchthaven als basis. Ze behoren aan vliegscholen, chartermaatschappijen, verhuurmaatschappijen, onderhoudsbedrijven, luchtfotografiebedrijven en private operatoren.
Essentiële diensten zoals de Royal Flying Doctor Service, DEC/DFES Bushfire Water Bombers, RAC Rescue Helicopter en de WA Police Air Wing maken van de luchthaven gebruik. De drie belangrijkste vliegscholen die op de luchthaven zijn gevestigd zijn de Royal Aero Club of Western Australia, het China Southern West Australian Flying College en het Singapore Flying College.